# Tatiana Maslany
Tatiana Gabrielle Maslany (født 22. september 1985) er en canadisk skuespiller.
Hun er blandt andet kendt fra filmen Elsk mig igen fra 2012 og den canadiske tv-serie Orphan Black, der startede 2013.